# پشت‌خاره‌سانان
پشت‌خاره‌سانان (نام علمی: Notacanthiformes) نام یک راسته از رده پرتوبالگان است.